# Mircze (Hrubieszów)
Pour les articles homonymes, voir Mircze.
Mircze (prononciation : [ˈmirt͡ʂɛ]) est un village polonais de la gmina de Mircze dans le powiat de Hrubieszów de la voïvodie de Lublin dans l'est de la Pologne, à la frontière avec l'Ukraine.
Le village est le siège administratif (chef-lieu) de la gmina appelée gmina de Mircze .
Il se situe à environ 19 kilomètres au sud de Hrubieszów (siège du powiat) et 115 kilomètres au sud-est de Lublin (capitale de la voïvodie).
Le village comptait approximativement une population de 1 480 habitants en 2008.

## Histoire
De 1975 à 1998, le village est attaché administrativement à la voïvodie de Zamość.

Depuis 1999, il fait partie de la voïvodie de Lublin.